# Полісечовини

Полісечови́ни — полімерні аміди карбонатної кислоти з карбаматними групами –NH–C(=O)–NH– в основному ланцюзі макромолекул.
Синонім — полікарбаміди.